# Instytut Chemii Fizycznej Polskiej Akademii Nauk
Instytut Chemii Fizycznej Polskiej Akademii Nauk (w skrócie IChF PAN) – instytut naukowy Polskiej Akademii Nauk z siedzibą w Warszawie. Obecnie tematyka badań w IChF jest skoncentrowana wokół aktualnych problemów fizykochemii. Jednostka ma prawo do nadawania stopnia naukowego doktora oraz doktora habilitowanego w zakresie chemii.

## Historia
IChF PAN został powołany uchwałą Prezydium Rządu PRL 19 marca 1955 i był pierwszym instytutem chemicznym PAN. Określono wówczas jego zadania: "Instytut Chemii Fizycznej obejmuje swoją działalnością prowadzenie badań nad aktualnymi zagadnieniami chemii fizycznej ważnymi z punktu widzenia rozwoju nauk chemicznych i potrzeb gospodarki narodowej".
W początkach działalności głównym zadaniem było przygotowanie kadry naukowej, która zdolna byłaby prowadzić badania naukowe z zakresu fizykochemii. Rozwojowi kadry naukowej sprzyjał fakt, że zatrudnieni pracownicy naukowi nie mieli obciążeń dydaktycznych obowiązujących w szkołach wyższych.

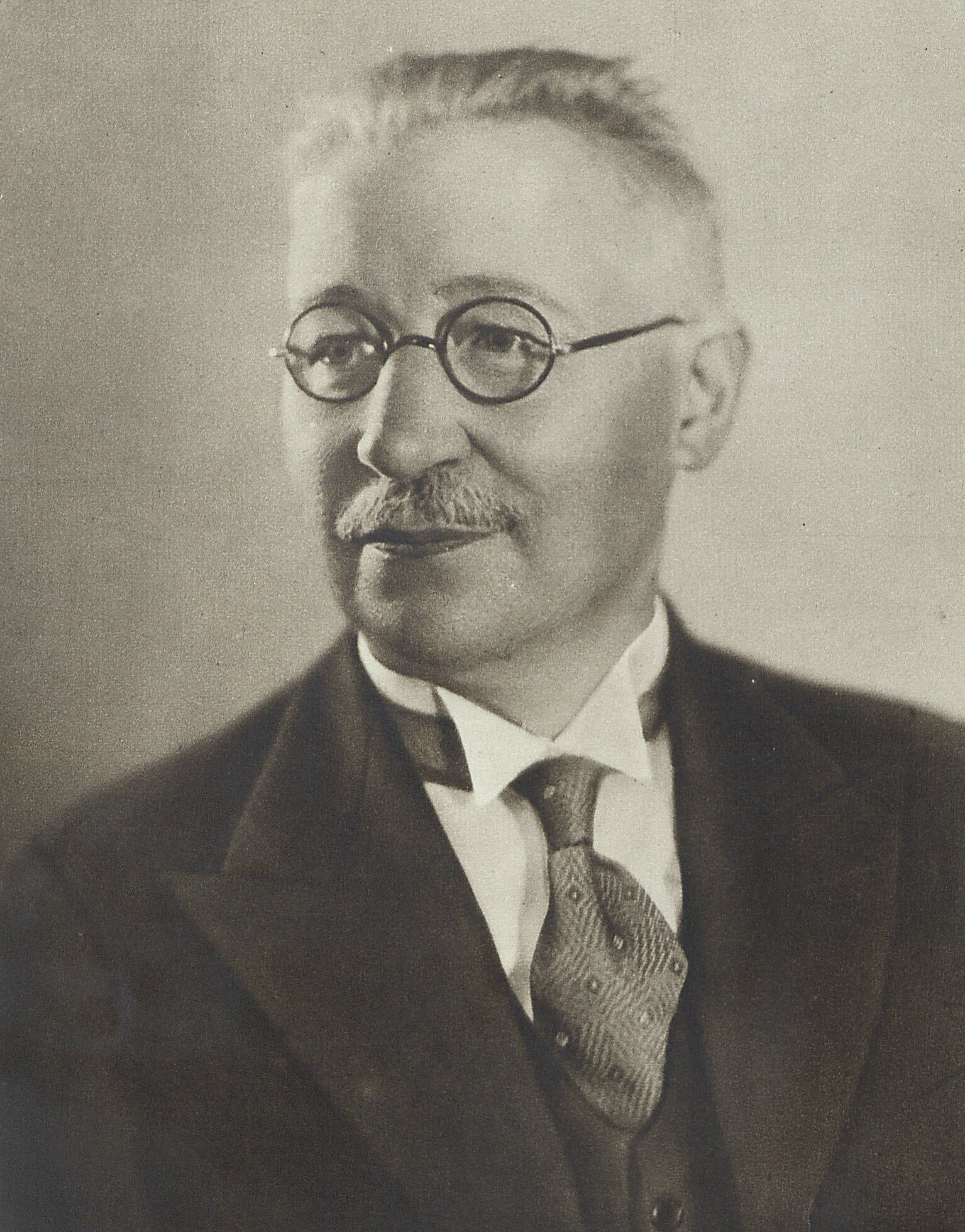
Pierwszy dyrektor IChF PAN – prof. Wojciech Świętosławski

Pracownikami Instytutu w momencie jego utworzenia zostali profesorowie W. Świętosławski, St. Bretsznajder, B. Kamieński, M. Śmiałowski, W. Trzebiatowski, W. Kemula, St. Minc, K. Gumiński, J. Kamecki, docenci (J. Berak, Z. Szklarska-Śmiałowska, J. Wojciechowska, J. Minczewski) oraz pomocniczy pracownicy naukowi (12 adiunktów, 11 starszych asystentów, 13 asystentów, 15 pracowników naukowo-technicznych).
Powołano wówczas do życia 7 zakładów:
I. Zakład Badań Strukturalnych (kierownik: prof. Włodzimierz Trzebiatowski) we Wrocławiu – badania nad strukturą materiałów ognioodpornych, półprzewodników, stopów metalicznych i katalizatorów kontaktowych;
II. Zakład Fizykochemicznych Metod Analitycznych (prof. Wiktor Kemula) – opracowanie szybkich metod kontroli surowców i produktów;
III. Zakład Fizykochemii Podstawowych Surowców Organicznych (prof. Wojciech Świętosławski) – opracowywanie fizykochemicznych charakterystyk surowców organicznych, poszukiwanie dróg rozdzielania mieszanin wieloskładnikowych;
IV. Zakład Fizykochemii Zjawisk Powierzchniowych (prof. Bogdan Kamieński) w Krakowie, z pracownią w Lublinie (prof. A. Waksmundzki) – opracowanie podstaw flotacyjnego rozdzielania i wzbogacania minerałów i rud, a także badania z zakresu adsorpcji i wymiany jonowej;
V. Zakład Fizykochemii Procesów Elektrodowych (prof. Michał Śmiałowski) – badania nad mechanizmem procesów elektrochemicznych, katalizą oraz korozji tworzyw;
VI. Zakład Elektrochemii (prof. Stefan Minc) – opracowywanie podstawowych zagadnień z zakresu elektrolizy, badanie potencjałów kontaktowych i struktury elektrolitów;
VII. Zakład Fizykochemicznych Podstaw Technologii (prof. Stanisław Bretsznajder) z pracownią we Wrocławiu (prof. W. Bobrownicki) – opracowywanie podstawowych zagadnień z zakresu inżynierii i budowy aparatury chemicznej oraz z zakresu procesów technologicznych.
Pierwszym Dyrektorem Instytutu i równocześnie Przewodniczącym Rady Naukowej Instytutu został prof. Wojciech Świętosławski, a jego zastępcą został prof. M. Śmiałowski. Po przejściu prof. Świętosławskiego na emeryturę (w roku 1960) kolejnymi dyrektorami instytutu byli: prof. Michał Śmiałowski (1960–1973), prof. Wojciech Zielenkiewicz (1973–1990), prof. Jan Popielawski (1990–1992), prof. Janusz Lipkowski (1992–2003), prof. Aleksander Jabłoński (2003–2011), prof. Robert Hołyst (2011–2015), prof. Marcin Opałło (2015-2023), dr hab. Adam Kubas (od 2023).
W czasie kolejnych lat zmieniała się struktura IChF, nastąpił wzrost liczby pracowników, a także pojawiły się nowe tematy badawcze, co znajduje odzwierciedlenie w obecnej strukturze instytutu.

## Struktura
IChF jest podzielony na zakłady naukowe, w ramach których działają zespoły badawcze:
- Zakład Chemii Fizycznej Układów Biologicznych (kierownik: prof. dr hab. Maciej Wojtkowski)

Kierownicy zespołów: prof. dr hab. M. Wojtkowski, dr Jan Guzowski i dr hab. Jan Paczesny
- Zakład Fizykochemii Miękkiej Materii (kierownik: prof. dr hab. Robert Hołyst)

Kierownicy zespołów: dr hab. Jacek Gregorowicz, dr hab. Wołodymyr Saszuk, prof. dr hab. Robert Hołyst, prof. dr hab. Piotr Garstecki, dr hab. Anna Ochab-Marcinek, dr hab. Marco Costantini
- Zakład Katalizy na Metalach (kierownik: dr hab. Zbigniew Kaszkur)

Kierownicy zespołów: dr hab. Zbigniew Kaszkur,  dr hab. Rafał Szmigielski i dr hab. Juan Carlos Colmenares Quintero
- Zakład Procesów Elektrodowych (kierownik: prof. dr hab. Marcin Opałło)

Kierownicy zespołów: prof. dr hab. Joanna Niedziółka-Jönsson, dr hab. Martin Jönsson-Niedziółka, dr Wojciech Nogala, prof. dr hab. Marcin Opałło i dr inż Emilia Witkowska-Nery
- Zakład Układów Złożonych i Chemicznego Przetwarzania Informacji (kierownik: prof. dr hab. Jerzy Górecki)

Kierownicy zespołów: dr hab. Wojciech Góźdź i prof. dr hab. Jerzy Górecki
- Zakład Fotochemii i Spektroskopii (kierownik: prof. dr hab. Jacek Waluk)

Kierownicy zespołów: dr hab. Agnieszka Michota-Kamińska, dr hab. Gonzalo Angulo Nunez, prof. dr hab. Robert Kołos, dr hab. Yuriy Stepanenko i prof. dr hab. Jacek Waluk
- Zespoły samodzielne

Kierownicy: prof. dr hab. Janusz Lewiński, dr Bartłomiej Wacław, dr Piyush Sindhu Sharma, dr hab. Adam Kubas, dr hab. Piotr Zarzycki, prof. dr hab. Robert Nowakowski, dr hab. Daniel Prochowicz i dr Tomasz Ratajczyk
- Międzynarodowe Centrum Badań Oka - ICTER (International Centre for Translational Eye Research), którym kieruje profesor Maciej Wojtkowski. Strategicznym partnerem zagranicznym ICTER jest Institute of Ophthalmology, University College London, w Wielkiej Brytanii. Międzynarodowym partnerem naukowym Centrum jest Uniwersytet Kalifornijski w Irvine, w Stanach Zjednoczonych. Podstawowym priorytetem naukowym ICTER jest dogłębne zbadanie dynamiki i plastyczności ludzkiego oka, w celu opracowania nowych terapii i narzędzi diagnostycznych. Najnowocześniejsze badania ICTER prowadzone są na różnych poziomach rozdzielczości: od pojedynczych cząsteczek do całej architektury i funkcji oka.  W ICTER funkcjonuje pięć grup badawczych:
  - Grupa Optyki Fizycznej i Biofotoniki (POB)
  - Grupa Zintegrowanej Biologii Strukturalnej (ISB)
  - Grupa Obrazowania i Technologii Okulistycznych (IDoc)
  - Grupa Biologii Oka (OBi)
  - Grupa Genomiki Obliczeniowej (CGG)[4]

## Komercjalizacja
Z prowadzonych przez Instytut prac zrodziło się pięć firm, działających głównie w obszarze diagnostyki medycznej:
- Spółka Scope Fluidics została założona w 2010 roku jako pierwszy spin-off Instytutu Chemii Fizycznej PAN. Celem powstania spółki była komercjalizacja technologii mikroprzepływowych opracowywanych w Instytucie. Od początku swojego istnienia spółka specjalizuje się w tworzeniu innowacyjnych rozwiązań na potrzeby diagnostyki medycznej.
- SERSitive - producent podłoży SERS dla szerokiego zakresu nauk analitycznych, takich jak farmacja, laboratoria kryminalistyczne, laboratoria straży granicznej, medycyna.
- Siliquan - producent fluorescencyjnych nanomateriałów krzemionkowych.
- Cell-IN oferuje odczynnik umożliwiający wprowadzenie różnego typu makromolekuł (od polimerów i białek po cząsteczki DNA) do wnętrza komórek.
- InCellVu opracowuje kliniczną postać prototypu urządzenia do obrazowania siatkówki oka ludzkiego in vivo przy użyciu nowej metody STOC-T, opracowanej przez naukowców z Międzynarodowego Centrum Badań Oka.